# Valle del Tronto

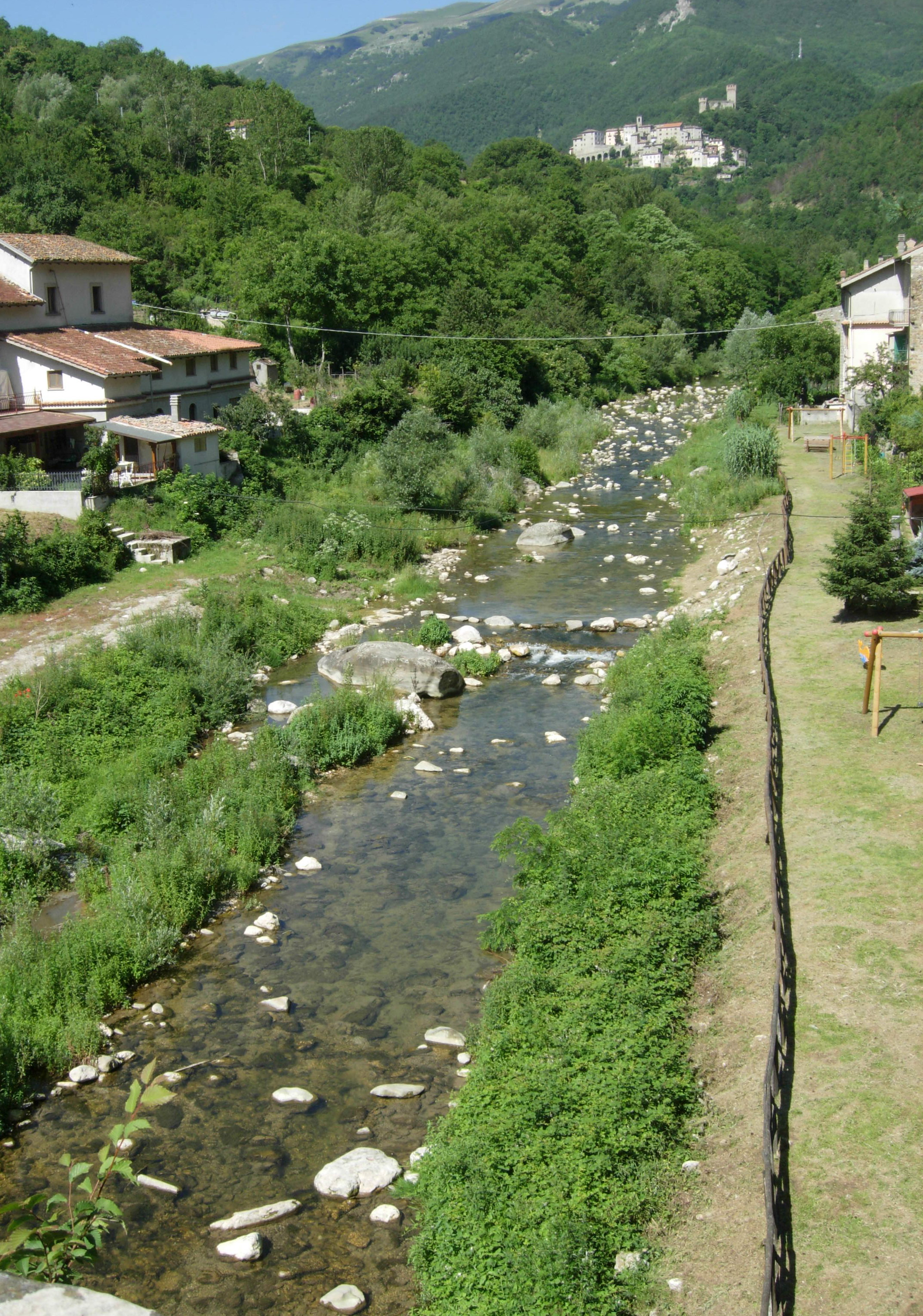
El Alto Tronto en Trisungo con la roca y el pueblo de Arquata al fondo.

El valle del Tronto es la amplia cuenca hidrográfica del río homónimo, en Italia. Se extiende en su mayor parte por la región italiana de las Marcas, tocando la mayor parte de los municipios de la provincia de Ascoli Piceno. Afecta un poco a la provincia de Rieti en el Lacio, la parte septentrional de la provincia de Teramo y algunos municipios de la provincia de L'Aquila en Abruzos.
El valle del Tronto se desarrolla por 1192 km² entre los Montes de la Laga, donde surge el río, y el mar Adriático, por el norte lo cierra el grupo de los montes Sibilinos y por la cima preapenínica del Ascensione, al sur por los Montes Gemelos de la Montaña dei Fiori y de la Montaña de Campli. Procediendo hacia la desembocadura, el río recibe el aporte de los afluentes principales, en particular del torrente Castellano que encuentra en los alrededores de Ascoli Piceno.
La parte alta de la cuenca, caracterizada por una vegetación de ribera, por los surgentes sulfúricas y de las cuevas de travertino de Acquasanta Terme, se abre la altura de la capital en la vasta llanura altamente industrializada del medio y bajo curso del río. Sobre el territorio hay dos parques nacionales, el del Gran Sasso y Montes de la Laga y el de los Montes Sibilinos. Los municipios de montaña de la vertiente que da a Las Marcas están organizados en la Comunità Montana del Tronto. En los alrededores del estuario se sitúa la zona natural protegida de la Sentina.